# Prozatímní vláda Francouzské republiky
Prozatímní vláda Francouzské republiky (francouzsky Gouvernement provisoire de la République française ) byla prozatímní vládou Francie v letech 1944 až 1946 do zřízení Francouzské čtvrté republiky. Stala se nástupcem Francouzského výboru pro národní osvobození, který byl prozatímní vládou Francie na územích osvobozených Svobodnými Francouzi. Jako válečná vláda Francie v letech 1944–1945 bylo jejím hlavním účelem zvládnout následky okupace Francie a nadále vést válku proti Německu na straně spojenců.
Prozatímní vláda byla oficiálně vytvořena 3. června 1944, den předtím, než Charles de Gaulle dorazil do Londýna na pozvání Winstona Churchilla a tři dny před dnem D. Po osvobození Paříže dne 25. srpna 1944 se přesunula zpět do hlavního města a dne 9. září 1944 ustanovila novou vládu „národní jednoty“. Mezi její zahraničněpolitické cíle patřilo zajistit francouzskou okupační zónu v Německu a stálé místo v Radě bezpečnosti OSN. To bylo zajištěno velkým vojenským příspěvkem na západní frontě.